# Pauline Kleingeld
Pauline Kleingeld (Rotterdam, 1962) is sinds 2011 hoogleraar Ethiek en haar geschiedenis van de Rijksuniversiteit Groningen. Zij is bekend vanwege haar onderzoek op het gebied van ethiek, politieke filosofie, wijsgerig kosmopolitisme en met name Immanuel Kant en het Kantianisme. Kleingeld weet een belangrijke brug te slaan tussen ontwikkelingen in de gedragswetenschappen en de ethiek. Kleingeld kreeg in 2020 de Spinozapremie van NWO toegekend. De Spinozacommissie noemt Kleingeld ‘een excellente en veelzijdige onderzoeker’.

## Loopbaan
Kleingeld studeerde van 1980 tot 1989 filosofie aan de Universiteit Leiden en de Universiteit van Frankfurt (bij Jürgen Habermas)  en promoveerde in 1994 in Leiden op een proefschrift over de systematische rol van de geschiedenisfilosofie in het werk van Immanuel Kant. Van 1993 tot 2005 was zij verbonden aan Washington University in St. Louis (VS), eerst als assistant professor en later als associate professor in de filosofie. Van 2004 tot 2010 was zij hoogleraar praktische wijsbegeerte aan de Universiteit Leiden.

## Onderzoek
In haar eerste boek, Fortschritt und Vernunft, laat Kleingeld zien dat Kants geschiedenisfilosofie, die tot dan toe als onbeduidend beschouwd werd, in werkelijkheid de sleutel biedt tot de systematische eenheid van zijn filosofie. Haar tweede monografie, Kant and Cosmopolitanism, richt zich op de discussie tussen Kant en zijn tijdgenoten over het ideaal van wereldburgerschap. Het boek laat zien dat deze discussie nieuwe filosofische perspectieven biedt op hedendaagse kwesties zoals de verhouding tussen patriottisme en kosmopolitisme, het belang van staten, het ideaal van een internationale federatie, cultureel pluralisme, en wereldwijde rechtvaardigheid. Kleingeld laat voorts zien dat Kant zijn positie op deze punten radicaal heeft veranderd. Ook publiceert zij over de rol van seksisme en racisme in de geschiedenis van de Westerse wijsbegeerte, aan de hand van het voorbeeld van Kant.
Kleingelds huidige onderzoek richt zich op funderingsvragen in Kants ethiek en in de hedendaagse Kantiaanse ethiek. Zij heeft nieuwe interpretaties ontwikkeld van de principes van Kants morele theorie. Haar onderzoek richt zich voorts op de betekenis van empirisch psychologisch onderzoek voor de ethiek.
Bij de lintjesregen van Koningsdag 2022 werd Kleingeld benoemd tot Ridder in de Orde van de Nederlandse Leeuw.

## Onderzoeksprogramma’s
Kleingeld is onderzoeksleider van de volgende door NWO gefinancierde onderzoeksprogramma's: 
- Morality beyond illusions: Re-assessing the philosophical implications of empirical studies of moral agency (2009-2013).[11]
- Kant on morality and empirical knowledge of moral agency (2011-2015).[12]
- The moral relevance of weakness of will: A dispositional account (2012-2016).[13]
- Universal Moral Laws, Vrije Competitie Programma over Kant en Kantiaans moreel universalisme (2018-2023).[14]
- Ook is zij mede-aanvrager van het NWO-zwaartekracht programma Sustainable Cooperation, 2017-2026.[15]

## Publicaties
- Haar artikelen zijn verschenen in tijdschriften zoals Philosophy and Public Affairs[16], Philosophical Quarterly[17], European Journal of Philosophy[18], Kant-Studien en het Journal of the History of Philosophy.[19]
- Boeken: Kleingeld publiceerde onder andere Kant and Cosmopolitanism: The Philosophical Ideal of World Citizenship (Cambridge University Press 2012).[1] Voor dit boek kreeg ze de tweejaarlijkse North American Kant Society Biennial Book Prize.[20] Verder bewerkte ze en schreef ze de inleiding voor: Immanuel Kant, “Toward Perpetual Peace” and Other Writings on Politics, Peace, and History. (New Haven: Yale University Press, 2006).[21] en publiceerde ze Fortschitt und Vernunft: Zur Geschichtsphilosophie Kants. (Würzburg: Königshausen und Neumann, 1995).[22]
- Haar publicaties werden meer dan 3000 maal geciteerd en ze heeft een H-index van 23 (2019).[23]

## Overige functies
- Lid van de Koninklijke Nederlandse Akademie van Wetenschappen sinds 2015.[5]
- Lid van de Koninklijke Hollandsche Maatschappij der Wetenschappen sinds 2007.[24]
- Lid van de Kant-Kommission van de Berlin-Brandenburgische Akademie der Wissenschaften sinds 2018
- Van 2001 tot 2003 was Kleingeld president van de North American Kant Society.
- Voorzitter van de Vakgroep Ethiek, Sociale en Politieke Filosofie (Rijksuniversiteit Groningen).[25]
- Decaan, Faculteit Wijsbegeerte, Universiteit Leiden, 2006-2008.